# ستيف بوتل
ستيف بوتل (بالإنجليزية: Steve Bowtell)‏ هو لاعب كرة قدم بريطاني في مركز حراسة المرمى، ولد في 2 ديسمبر 1950 في بيثنال غرين في المملكة المتحدة. لعب مع دولويتش هاملت ونادي فيشر أثليتيك ونادي ليتون أورينت ونادي مارغيت ونادي وكينغ.